# 大河蚌
大河蚌（学名：Potamilus capax），又名肥袖珍真珠蚌，是美國特有的一種淡水蚌。牠們被世界自然保護聯盟列為易危，正受到《瀕危野生動植物種國際貿易公約》附錄一的保護。